# Олейник, Вячеслав Николаевич
Вячесла́в Никола́евич Оле́йник (укр. В'ячеслав Миколайович Олійник; род. 27 апреля 1966, Жданов, Донецкая область) — советский и украинский борец греко-римского стиля, заслуженный мастер спорта Украины, чемпион летних Олимпийских игр 1996 в весовой категории до 90 килограммов.

## Биография
Греко-римской борьбой занимается с 1972 года, тренер — Николай Юрьевич Пантази, затем Геннадий Гаврилович Узун. В 1983 году присвоено звание Мастер спорта СССР. В 1986 году присвоено звание мастер спорта международного класса. В 1987 году окончил Киевский государственный институт физкультуры. В 1994 году присвоено звание заслуженный мастер спорта Украины. В 1996 году награждён крестом «За мужество». Почётный гражданин Тернополя (1996) и Мариуполя.
Женат, воспитывает дочь и сына. В настоящее время — главный тренер спортивного клуба «Азовмаш».

## Спортивные награды
- 1986 год — первое место на первенстве Европы среди юниоров
- 1989 год — первое место на чемпионате Европы среди молодежи
- 1990 год — первое место на чемпионате СССР, и третье место на чемпионате мира
- 1991 год — первое место на спартакиаде Народов СССР
- 1992 год — первое место на чемпионате Украины
- 1992 год — первое место на чемпионате СНГ
- 1993 год — первое место на чемпионате Украины
- 1994 год — первое место на чемпионате Европы
- 1994 год — второе место на чемпионате мира
- 1996 год — первое место на XXVI Олимпийских играх в Атланте.

## Государственные награды
- Знак отличия Президента Украины крест «За мужество» (07.08.1996)[4]